# كنوت ن. كيير
كنوت ن. كيير (بالنرويجية البوكمول: Knut Kjær)‏ هو اقتصادي نرويجي، ولد في 14 أبريل 1956 في تونسبرغ في النرويج.